# سباقات المضمار والميدان
سباقات المضمار والميدان هي رياضة تضم سباقات تنافسية رياضية مختلف تعتمد على الجري والقفز والرمي، استمدت هذه الرياضات اسمها
من مكان المنافسة: الملعب مع الجري على المضمار البيضاوي حول ميدان العشب. وبصفة عامة تجرى مسابقة الرمي والقفز في وسط منطقة مغطاة.
وتقع رياضة المضمار والميدان تحت مظلة رياضة ألعاب القوى (التي تضم الجري على الطريق والجري عبر البلاد وسباق المشي). وتعقد المسابقتان الدوليتان الأكثر شهرة لرياضة المضمار والميدان تحت لواء ألعاب القوى: ألعاب القوى في دورة الألعاب الأولمبية وبطولة العالم لألعاب القوى. حيث يعتبر الاتحاد الدولي لألعاب القوى مجلس الإدارة الدولي لمسابقات المضمار والميدان.
عادة ما تكون مسابقات المضمار والميدان رياضة فردية حيث يتحدى الرياضيون بعضهم البعض لتحديد الفائز الوحيد. ويفوز بمسابقة الجري الرياضي الذي يحقق أسرع وقت، بينما يفوز بمسابقة القفز والرمي الرياضي الذي يحقق أكبر مسافة أو ارتفاع في المسابقة. وتصنف مسابقات الجري حسب المسافات مثل سباقات العدو والسباقات المتوسطة وسباقات المسافات الطويلة والبدلاء وتخطي الحواجز. وتضم مسابقات القفز، القفز الطويل والقفز الثلاثي والقفز العالي والقفز بالزانة، بينما تضم مسابقات الرمي الأكثر شيوعًا، رمي الجلة والرمي والقرص والمطرقة. وهناك أيضًا "منافسات جماعية"، مثل المنافسات السُباعية (ألعاب القوى) والعُشارية (ألعاب القوى)، حيث يتنافس الرياضيون في عدد من المنافسات أعلاه.
ويتم الاحتفاظ بسجلات أفضل أداء في منافسات معينة، وذلك على المستويات العالمية والقومية، وهو ما يضيف بشكل إيجابي إلى المستوى الشخصي. ورغم ذلك، فإذا اعتقد أن الرياضيين قد انتهكوا قواعد أو لوائح المسابقة، يتم استبعادهم من المنافسة وتٌمحى علاماتهم من المسابقة.

## وصلات خارجية
- International Association of Athletics Federations website
- USA Track & Field website